# Avahi laniger
El avahi oriental (Avahi laniger) es una especie de lémur lanudo nativa del este de Madagascar, donde vive en bosques húmedos. Este animal nocturno pesa entre 1 y 1,3 kg, y mide 27 a 29 cm, más una cola de 33 a 37 cm. Su dieta se compone principalmente de hojas y  yemas. Viven en parejas monógamas junto con su descendencia. El estado de conservación de la especie es vulnerable.
Otras especies que viven en los mismos bosques lluviosos que este lémur lanudo son el Sifaka de diadema (Propithecus diadema) y el lémur de vientre rojo (Eulemur rubriventer). 

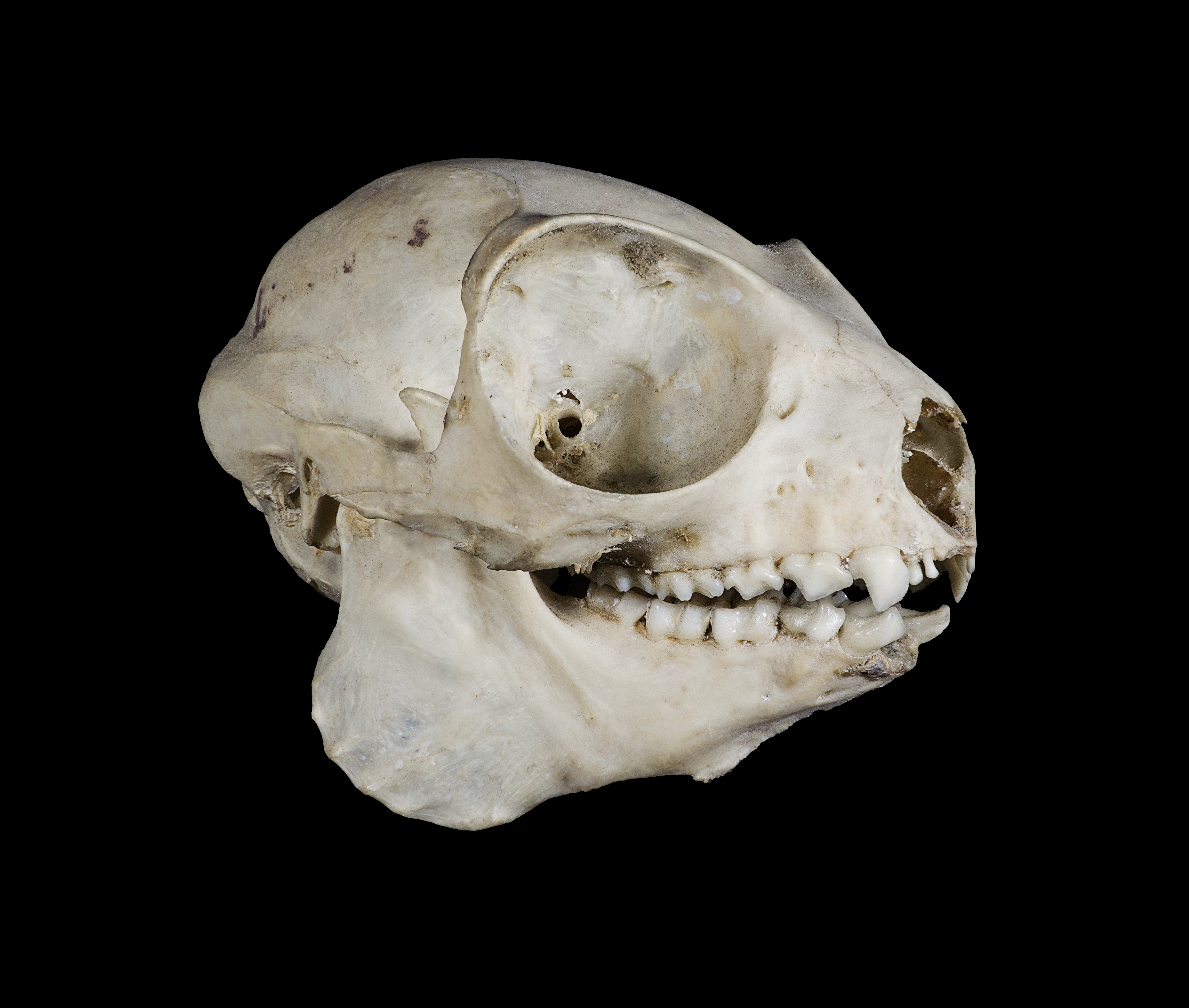
Cráneo